# Topologischer Isolator

Idealisierte elektronische Bandstruktur eines topologischen Isolators. Die Fermi-Energie liegt in der Bandlücke, welche von topologisch geschützten Oberflächenzuständen durchquert wird.

In der Physik ist ein topologischer Isolator (ausführlich: ein Isolator mit topologisch geschützter Oberflächenleitfähigkeit) ein Festkörper, der sich in seinem Inneren wie ein elektrischer Isolator verhält, also trotz Anwesenheit eines externen elektrischen Feldes jeden elektrischen Strom vollständig verhindert, der aber gleichzeitig auf seiner Oberfläche (bzw. an den Außenkanten) die Bewegung von Ladungsträgern erlaubt (in der Regel liegt hier eine nahezu widerstandsfreie metallische Leitfähigkeit vor). Eine ähnliche Erscheinung ist als Randkanalmodell bekannt.
Der Name verbindet physikalische Aspekte („Isolatorverhalten“) mit der mathematischen Disziplin Topologie, die u. a. Begriffe wie „das Innere“ und „die Oberfläche“ reflektiert.
Dieses ungewöhnliche Verhalten ist schwer zu verstehen, das Phänomen relativ neu entdeckt. Es führt bei tiefen Temperaturen zu einer großen und fast widerstandslosen („dissipationsfreien“) elektrischen Leitfähigkeit des Systems. Dissipationsfreiheit kennt man sonst von Supraleitern. Dort aber betrifft sie gerade das Innere, obwohl auch dort Supraströme an der Oberfläche auftreten.
Einige topologische Isolatoren zeigen einen Quanten-Spin-Hall-Effekt, zum Beispiel das System topologischer Isolatoren in Quantentöpfen, an denen topologische Isolatoren 2007 erstmals durch die Gruppe von Laurens Molenkamp experimentell nachgewiesen wurden.
Inzwischen wurden auf dem noch sehr jungen Gebiet der Topologischen Isolatoren Verbesserungen der Materialien erreicht. So gelang im Jahr 2016 die Synthese einer Monolage Bismut auf Siliciumkarbid. Aufgrund der entstehenden großen Energielücke von 0,8 eV wird die Nutzung des Phänomens eines topologischen Isolators und Quanten-Spin-Hall-Materials bei Raumtemperatur denkbar.

## Allgemeines
Ein System, das bezüglich der Volumeneffekte zwischen Valenz- und Leitungsband eine große Energielücke aufweist wie bei Isolatoren, kann aus topologischen Gründen an der Oberfläche leitende, also Energielücken-freie Zustände aufweisen, die topologisch geschützt sind, z. B. wegen Zeitumkehrinvarianz der Wechselwirkungen. Topologisch geschützt bedeutet: Beliebige Änderungen der Parameter des Systems haben keinen Effekt bezüglich der geschützten Eigenschaften, weil (bzw. sofern) die topologischen Verhältnisse bei der Messung stets ungeändert bleiben. Zwar können sich die Parameter des Systems ändern, aber bei konstanter topologischer Invariante – hier bei Zeitumkehrvarianz – gehören neues und altes System zu derselben, i. W. durch Fig. 1 charakterisierten Äquivalenzklasse.
Die zugehörige topologische Invariante betrifft hier die Symmetrie gegen Bewegungsumkehr, die sog. Zeitumkehrsymmetrie, {\displaystyle t\to -t} (folglich auch Umkehr von Impuls- und Drehimpuls-Vektoren). Sie ist immer gegeben, wenn die Änderungen der Wechselwirkung nur Potential- und/oder Spin-Bahn-Streuung betreffen, wird aber verletzt, wenn zusätzlich magnetische Störstellen dominieren. In den ersten beiden Fällen hat man sog. Kramers-Entartung: Zustände mit entgegengesetzten k-Vektoren und entgegengesetzten Spins haben gleiche Energie.

## Vorschlag und Realisierung
Topologische Isolatoren wurden 2005 von Charles L. Kane und unabhängig 2006 von Shoucheng Zhang vorhergesagt. Zhang sagte auch eine Realisierung in Quecksilbertellurid-Quantentöpfen vorher. Diese wurde 2007 bei tiefen Temperaturen durch eine Gruppe um Laurens W. Molenkamp an der Universität Würzburg nachgewiesen. Ende 2013 erhielt Molenkamp einen Leibniz-Preis der Deutschen Forschungsgemeinschaft für seine Untersuchungen des Phänomens. Nachdem diese ersten Versuche aufgrund der sehr kleinen Volumen-Bandlücke noch bei sehr niedrigen Temperaturen gemacht werden mussten, sind im Forschungsgebiet mittlerweile Fortschritte gemacht worden. Nach theoretischer Vorhersage gelang Forschern ebenfalls in Würzburg um Werner Hanke 2017 die Herstellung von Bismuten auf Siliciumkarbid. Das System ähnelt aufgrund der Anordnung der Bi-Atome in einem wabenförmigen Gitter auf den ersten Blick Graphen, jedoch entsteht durch die große Spin-Bahn-Kopplung der Bi-Atome und deren Wechselwirkung mit dem Substrat eine Volumen-Bandlücke von 0,8 eV, was Raumtemperatur-Anwendungen möglich werden lässt.

## Theoretische Interpretation
Im Innern eines topologischen Isolators ähnelt die elektronische Bandstruktur der eines gewöhnlichen Isolators mit der Fermi-Energie zwischen dem Leitungs- und dem Valenzband. Auf der Oberfläche des topologischen Isolators gibt es jedoch spezielle Zustände, deren Energien innerhalb der Bandlücke liegen, die an der Oberfläche messbaren, idealerweise dissipationslosen Ladungstransport ermöglichen: Bei Energien, die in der eigentlichen Bandlücke liegen, gibt es an der Oberfläche, wie in der Graphik durch die grünen Pfeile gekennzeichnet, korrelierte Paare solcher Oberflächenzustände mit antiparallelem Spin der Ladungsträger (Elektronen) und entgegengesetzter Bewegungsrichtung. Ein Modell für die Erklärung ist das Randkanalmodell, das den auftretenden Quanten-Hall-Effekt erklärt, nach dem sich an einer Seite jeweils nur einer der beiden Spintypen der Elektronen (Spin-up oder Spin-down) befindet, da der Spin eines Elektrons einen „Drall“ in eine einzige der beiden entsprechenden Richtungen erzeugt, zum Beispiel zur rechten oder linken Seite. Der Mechanismus ist ferner auch hier analog zur Theorie der Supraleitung und erinnert an den Singulett-Mechanismus bei der Bildung der dortigen sog. Cooper-Paare, wobei aber hier der Spin jeweils senkrecht zum Impuls feststeht, „spin-momentum locking“. (Es gibt also nicht nur Analogien, sondern auch subtile Unterschiede.) An den jeweiligen „Rändern“ ist im Randkanalmodell das entstehende Landauniveau nach oben gebogen und es entsteht durch den Schnittpunkt des zwischen zwei Landauniveaus liegenden Ferminiveaus mit den Orbitalen ein leitender „topologisch geschützter“ Bereich, in dem eine Spinentartung vorliegt.
Die Folge davon ist, dass die Streuung stark unterdrückt wird und der Transport an der Oberfläche fast dissipationslos verläuft. Diese Zustände sind durch einen Index ähnlich dem Geschlecht einer Fläche in der mathematischen Disziplin der Topologie gekennzeichnet und sind ein Beispiel für einen topologisch geordneten Zustand.

## Weitere Beispiele
Topologisch geschützte Randzustände (1D) wurden in Quantentöpfen (sehr dünnen Schichten) von Quecksilbertellurid zwischen Cadmiumtellurid vorhergesagt (Andrei Bernevig, Shoucheng Zhang, Taylor Hughes) und kurz darauf experimentell beobachtet durch die Gruppe von Laurens Molenkamp. Später wurden sie in dreidimensionalen Systemen aus binären Verbindungen mit Bismut vorhergesagt. Der erste experimentell realisierte dreidimensionale topologische Isolator wurde in Bismut-Antimon beobachtet. Kurze Zeit später wurden topologisch geschützte Oberflächenzustände auch in reinem Antimon, Wismutselenid, Wismuttellurid und Antimontellurid von verschiedenen Gruppen mittels ARPES nachgewiesen. Von verschiedenen anderen Materialsystemen wird inzwischen angenommen, dass sie sich wie ein topologischer Isolator verhalten. In einigen dieser Materialien liegt die Fermi-Energie im Valenz- oder Leitungsband aufgrund natürlich auftretender Defekte. In diesem Fall muss sie mittels Dotierung oder durch eine Gatterspannung in die Bandlücke geschoben werden.
Ähnliche Randströme treten auch im Quanten-Hall-Effekt auf. Dies erfordert aber starke Magnetfelder, (meist) tiefe Temperaturen und zweidimensionale Systeme.
Ein helikales Dirac-Fermion, das sich wie ein masseloses relativistisches Teilchen verhält, wurde ebenfalls in einem topologischen Isolator beobachtet.
Topologische Isolatoren für Licht in optischen Wellenleitern wurden von Alexander Szameit und Kollegen 2013 realisiert. Sie verwendeten in Quarzglas mittels Laser eingeschriebene, verwundene Wellenleiterstrukturen und konnten später die Vorhersage experimentell belegen, dass sogenannte topologische Anderson-Isolatoren (siehe auch Anderson-Lokalisierung, vgl.) funktionieren. Sie zeigten, dass der Transport von Licht an der Oberfläche eines regelmäßigen topologischen Isolators durch eine kleine Variation in der Struktur unterbunden wurde, jedoch beim Einbringen weiterer, unregelmäßiger Störungen dennoch wieder stattfand.

## Mathematische Klassifizierung
Mathematisch wird die allgemeine Theorie der topologisch geschützten Randzustände durch Kohomologiegruppen beschrieben.
Streng genommen unterscheidet man den etwas allgemeineren Begriff „Topologie-geschützt“ von dem hier maßgebenden, etwas schwächeren Begriff „Symmetrie-geschützt“. „Symmetrie-geschützt“ bedeutet nicht, dass die Zugehörigkeit der „geschützten Zustände“ zur jeweiligen Symmetrieklasse sich aus der ursprünglich oder zuletzt vorliegenden Symmetrie ergibt; vielmehr wird gefordert, dass die ursprüngliche Symmetrie, z. B. die Zeitumkehrinvarianz, während des gesamten Messprozesses ungeändert bleibt, was nicht immer der Fall ist. Also nur „Schutz aus konstant gehaltenen topologischen Gründen (kürzer: aus Symmetriegründen, bzw. präziser: wegen Zeitumkehrsymmetrie)“.
In der Arbeit Klassifizierung symmetriegeschützter topologischer Phasen wird das mathematische Verhalten der Systeme ausführlich aus theoretisch-physikalischer Sicht beschreiben und auf die 10 Klassen von Altland und Zirnbauer eingegangen: Zehn Klassen ergeben sich deshalb, weil einerseits die symmetrisierten bzw. antisymmetrisierten  Zeitumkehr- {\displaystyle (Zu-),} Teilchen-Loch- {\displaystyle (TL-),} bzw. Chiralen Symmetrien {\displaystyle (Ch-),} oder Antisymmetrien maßgeblich sind, andererseits aber zusätzlich auch die sog. „triviale“ Transformation, {\displaystyle Id,} und das Operatorprodukt {\displaystyle Zu\cdot TL\cdot Ch\,.}
Von einigen mathematisch bekannten Klassen wurde noch keine experimentelle Realisierung gefunden.